# عبد الوهاب الساعدي
عبد الوهاب عبد الزهرة زبون الساعدي عسكري عراقي برتبة فريق أول ركن شغل منصب نائب قائد قوات جهاز مكافحة الارهاب العراقية منذ 2014 حتى 2019. وقد اشتهر بعد قيادته لسلسلة من المعارك الناجحة ضد تنظيم داعش. ولد الساعدي في مدينة الصدر في بغداد عام 1963. وتخرج من إعدادية عقبة بن نافع في شارع فلسطين. بدأ دراسته الجامعية في جامعة الموصل حيث حصل على شهادة البكالوريوس في علوم الفيزياء. ثم التحق بالكلية العسكرية العراقية وحصل على رتبة ملازم. درس بعدها في كلية الأركان العراقية وتخرج منها في 1996، وفي أعقاب تخرجه عمل محاضرا فيها. استمر الساعدي بالعمل في القوات العراقية بعد احتلال العراق. ثم أصبح أحد قادة القوات الخاصة العراقية وتولى عدة قيادات للعمليات قبل 2014 وفي أعقاب سقوط الموصل ومناطق أخرى بيد داعش في 2014، شغل منصب نائب قائد قوات عمليات مكافحة الإرهاب العراقية، وقاد عمليات تحرير بيجي ثم ساهم في عمليات تحرير تكريت. بعد ذلك قاد عمليات تحرير الفلوجة. في أوائل عام 2017 شغل منصب القائد لعمليات تحرير مدينة الموصل. كتب محلل الأمن القومي في سي إن إن بيتر بيرغن أن الساعدي لعب دورا حاسما في هزيمة داعش في العراق.
نجا الساعدي من عدة محاولات لاغتياله بسيارات مفخخة أو عمليات قنص منفردة، وذلك أثناء قيادته للمعارك.
في أيلول/سبتمبر 2019، ابعد الساعدي من منصبه بأمر من رئيس الوزراء عادل عبد المهدي، ونقل للعمل في وزارة الدفاع، دون ذكر أسباب القرار، وقال الساعدي أن القرار حصل بناءا على طلب من رئيس جهاز مكافحة الإرهاب الفريق الأول الركن طالب شغاتي، واعتبر الساعدي القرار «إهانة لهُ ولتاريخه العسكري»، واعتبر الكثير من السياسيين والإعلاميين والناشطين القرار مجحفا.
في 9 أيار/ مايو، 2020، قرر رئيس الوزراء العراقي مصطفى الكاظمي إعادة عبد الوهاب الساعدي لجهاز مكافحة الإرهاب وترقيته رئيساً لجهاز مكافحة الإرهاب.
_____________________________________________
اصدر رئيس الوزراء محمد شياع السوداني، يوم الاربعاء (1 تشرين الثاني 2023)، امراً بتعيين الفريق الركن كريم عبود التميمي رئيساً لجهاز مكافحة الإرهاب بدلاً عن الفريق الركن عبد الوهاب الساعدي.